# Сен Марк де Карјер (Квебек)
Сен Марк де Карјер (фр. Saint-Marc-des-Carrières) је град у Канади у покрајини Квебек. Према резултатима пописа 2011. у граду је живело 2.862 становника.

## Становништво
Према резултатима пописа становништва из 2011. у граду је живело 2.862 становника, што је за 3,2% више у односу на попис из 2006. када је регистровано 2.774 житеља.
| 2006. | 2011. |
| ----- | ----- |
| 2.774 | 2.862 |